# Njock
Njock est un village du Cameroun, situé dans la région du Centre et le département du Nyong-et-Kéllé. Il est rattaché à la commune d'Éséka. 

## Population
Lors du recensement de 2005, on y a dénombré 140 personnes.  

## Économie
Les chutes de Ngo Njock Lipo, sur le Nyong, constituent un atout touristique pour la localité.
Un projet de barrage hydroélectrique y est en cours.